# La partita lenta
La partita lenta è un cortometraggio del 2009 diretto da Paolo Sorrentino. Fa parte del ciclo perFiducia a cui hanno partecipato anche Ermanno Olmi e Gabriele Salvatores, autori rispettivamente de Il premio e Stella.
Il cortometraggio è girato in bianco e nero ed è privo di dialoghi e di una trama ben definita. Il gioco di squadra nel campo da rugby diventa fiducia e gioco di squadra nella vita di tutti i giorni.
Per le riprese sono stati utilizzati veri giocatori di rugby, appartenenti ad una squadra di serie B di Roma.